# Eevamari Rauhamäki
Eevamari Rauhamäki, geborene Oksanen (* 23. Februar 1982) ist eine finnische Biathletin und vormalige Skilangläuferin.
Eevamari Oksanen bestritt zwischen 2004 und 2007 sporadisch Rennen in unterklassischen FIS-Rennen im Scandinavian Cup, ohne herausragende Resultate zu erreichen. Seit der Saison 2008/09 nahm sie regelmäßig an derartigen Rennen und nationalen Meisterschaften teil, wobei sie sich stetig leicht verbessern konnte. Mehrfach kam sie in FIS-Rennen unter die besten zehn, zweimal, 2008 in einem Freistil-Sprint Saariselkä und 2011 bei einem Verfolgungsrennen in Vörå wurde sie Siebte. 2010 kam sie in Lahti an der Seite von Laura Ahervo, Maija Hakala und Jenni Raivio in einem Staffelrennen zu ihrem ersten Einsatz im Skilanglauf-Weltcup und wurde Zehnte. Es folgten die Militär-Skiweltmeisterschaften 2010 in Cogne, bei denen Oksanen über 10 Kilometer Freistil 18. wurde. 2011 konnte sie in Sarajevo den siebten Rang über diese Distanz belegen. Daraufhin kam die Finnin in Lahti in einem Verfolgungsrennen zu ihrem einzigen Einsatz im Weltcup, beendete das Rennen aber nicht.
Zur Saison 2011/12 wechselte Oksanen zum Biathlon, nimmt aber dennoch weiter ab und zu an Skilanglaufrennen teil. In Ridnaun bestritt sie ihre ersten Rennen im IBU-Cup und gewann als 35. des Einzels sogleich ihre ersten Punkte. Im weiteren Verlauf der Saison debütierte die Finnin in Oberhof auch im Biathlon-Weltcup. In ihrem ersten Sprintrennen belegte sie den 79. Platz. Im weiteren Saisonverlauf verbesserte sie ihre Bestleistung bis auf einen 58. Rang in einem Sprintrennen in Nové Město na Moravě.

## Biathlon-Weltcup-Platzierungen
Die Tabelle zeigt alle Platzierungen (je nach Austragungsjahr einschließlich Olympische Spiele und Weltmeisterschaften).
- 1.–3. Platz: Anzahl der Podiumsplatzierungen
- Top 10: Anzahl der Platzierungen unter den ersten zehn (einschließlich Podium)
- Punkteränge: Anzahl der Platzierungen innerhalb der Punkteränge (einschließlich Podium und Top 10)
- Starts: Anzahl gelaufener Rennen in der jeweiligen Disziplin
- Staffel: inklusive Mixed- und Single-Mixed-Staffeln

| Platzierung         | Einzel | Sprint | Verfolgung | Massenstart | Staffel | Gesamt |
| ------------------- | ------ | ------ | ---------- | ----------- | ------- | ------ |
| 1. Platz            |        |        |            |             |         |        |
| 2. Platz            |        |        |            |             |         |        |
| 3. Platz            |        |        |            |             |         |        |
| Top 10              |        |        |            |             |         |        |
| Punkteränge         |        |        |            |             | 3       | 3      |
| Starts              | 5      | 9      | 1          |             | 4       | 19     |
| Stand: Karriereende |        |        |            |             |         |        |